# 王言 (嘉靖辛丑進士)
王言（1513年—1572年），字大行，號一泉，山東登州府招遠縣人，山東登州衛旗籍，明朝政治人物。

## 生平
嘉靖十九年（1540年）庚子科山東鄉試第七十二名舉人，嘉靖二十年（1541年）聯捷辛丑科進士。改翰林院庶吉士，家乡建有翰林坊。为人方正緘默，與人不假顏色。嘉靖二十三年（1544年）授江西道監察御史，請粟賑濟，按淮揚蘇松，抗疏劾隆平侯。言能識袁洪愈，于諸生淪落中，嚴相以通家致之不屈。升河南按察司僉事。大計榜已出，嚴世蕃大書，言秩名巡檢驛丞。言拂袖歸裏，為族弟心與膂置田產，畢婚娶。

## 著作
著有《一泉集家訓》，修《登州府志》，附登州府人物志。崇祀鄉賢，諭葬楊家巷。

## 家族
曾祖王玉；祖王震；父王鏊；母張氏
朝廷推恩言父母。鏊以子言貴，封文林郎、江西道監察御史。敕封言母為孺人。敕封言妻為孺人。妻子敕封。父賜恩榮坊。賜言玉堂清要坊。